# Monoiodtyrosin
Monoiodtyrosin (MIT), veraltet auch Monojodtyrosin (MJT), ist eine nicht-proteinogene Aminosäure, die aus der proteinogenen Aminosäure L-Tyrosin durch Iodierung entsteht. Es ist im menschlichen Körper die Vorstufe der Schilddrüsenhormone Triiodthyronin (T3) und Thyroxin (T4).

## Stereochemie
Monoiodtyrosin ist chiral. Der Naturstoff ist L-Monoiodtyrosin [Synonym: (S)-Monoiodtyrosin]. Wenn im folgenden Text und in der wissenschaftlichen Literatur „Monoiodtyrosin“ ohne weiteren Namenszusatz (Präfix) aufgeführt wird, ist stets L-Monoiodtyrosin gemeint.

## Biologische Bedeutung

### Biosynthese (Mensch)
Monoiodtyrosin wird in der Schilddrüse aus L-Tyrosin und Iodid gebildet. Das L-Tyrosin liegt dabei in Form von an Thyreoglobulin gebundenen Tyrosyl-Resten vor und das Iodid wird mit Hilfe des Enzyms Thyreoperoxidase (TPO) an die Tyrosyl-Reste gebunden; durch Bindung eines Iod-Atoms entsteht zunächst Monoiodtyrosin, durch Bindung eines weiteren Iod-Atoms dann Diiodtyrosin (DIT). Da die TPO Häm als prosthetische Gruppe enthält, kann die Synthese von MIT und DIT (und infolgedessen auch die der Schilddrüsenhormone) durch einen Eisenmangel eingeschränkt sein.

### Hormonvorstufe (Mensch)
Monoiodtyrosin ist beim Menschen einer der Vorläufersubstanzen des Schilddrüsenhormons Triiodthyronin (T3) und, vermittels Diiodtyrosin, die mittelbare Vorläufersubstanz des Schilddrüsenhormons L-Thyroxin (T4).